# Шубино (Сергачский район)
Шу́бино — село в Сергачском районе Нижегородской области, единственный населённый пункт Шубинского сельсовета.
Село располагается на правом берегу реки Пьяна.
В селе действуют школа и мечеть.

## Население
| 2002 | 2010 | 2012 | 2013 | 2014 | 2015 | 2016 |
| ---- | ---- | ---- | ---- | ---- | ---- | ---- |
| 670  | ↘478 | ↘454 | ↘442 | ↘428 | ↘418 | ↘394 |
| 2017 | 2018 | 2019 | 2020 | 2021 |      |      |
| ↘378 | ↘354 | ↘341 | ↘325 | ↗338 |      |      |

Большая часть населения — татары-мишари, которые называют село Шубиле.